# Julia Figueroa
Julia Figueroa Peña (* 7. April 1991 in Córdoba) ist eine spanische Judoka. Sie war Dritte bei den Europaspielen 2019 und den Weltmeisterschaften 2021.

## Sportliche Karriere
Die 1,50 m große Julia Figueroa kämpfte bis 2012 im Halbleichtgewicht, der Gewichtsklasse bis 52 Kilogramm. 2011 war sie Fünfte der U23-Europameisterschaften. 2013 wechselte sie in Superleichtgewicht, die Gewichtsklasse bis 48 Kilogramm und gewann im gleichen Jahr ihren ersten spanischen Meistertitel in der Erwachsenenklasse, weitere Meistertitel folgten 2014 und 2015. 
2014 war sie Siebte der Europameisterschaften in Montpellier. 2015 wurden die Europameisterschaften im Rahmen der Europaspiele in Baku ausgetragen, Julia Figueroa belegte den fünften Platz. Drei Wochen später gewann sie das Grand-Slam-Turnier in Tjumen, im Mai 2016 siegte sie beim Grand-Slam-Turnier in Baku. Bei den Olympischen Spielen 2016 schied sie in ihrem Auftaktkampf gegen die Kubanerin Dayaris Mestre Álvarez aus.
2018 siegte Julia Figueroa im Finale der Mittelmeerspiele in Tarragona gegen die Serbin Milica Nikolić. Bei den Weltmeisterschaften 2018 belegte sie den siebten Platz. 2019 unterlag sie im Finale des Grand-Slam-Turniers in Jekaterinburg der Argentinierin Paula Pareto. Zwei Monate später verlor sie das Grand-Slam-Finale in Baku gegen ihre Landsfrau Laura Martínez. Wie 2015 wurden auch die Europameisterschaften 2019 im Rahmen von Europaspielen ausgetragen, diesmal  in Minsk. Figueroa verlor im Viertelfinale gegen Milica Nikolić. Mit Siegen über die Französin Melanie Clement und die Portugiesin Catarina Costa erkämpfte Figueroa über die Hoffnungsrunde eine Bronzemedaille. Bei den Weltmeisterschaften 2019 in Tokio schied sie im Achtelfinale gegen Distria Krasniqi aus dem Kosovo aus. Im November 2019 erreichte sie beim Turnier in Osaka ihr drittes Grand-Slam-Finale im Jahr 2019, diesmal unterlag sie der Japanerin Funa Tonaki.
2021 erreichte Figueroa zweimal den dritten Platz bei Grand-Slam-Turnieren. Bei den Europameisterschaften in Lissabon belegte sie den siebten Platz. Im Juni 2021 bei den Weltmeisterschaften in Budapest unterlag sie im Halbfinale der Japanerin Wakana Koga. Im Kampf um Bronze siegte Figueroa gegen die Argentinierin Keisy Perafan. Bei den Olympischen Spielen in Tokio schied sie im Achtelfinale gegen Shira Rishony aus Israel aus.